# Густавус (аэропорт)
Аэропорт Густавус (англ. Gustavus Airport), (ИАТА: GST, ИКАО: PAGS, FAA LID: GST) — государственный гражданский аэропорт, расположенный в населённом пункте Густавус (Аляска), США.
Деятельность аэропорта субсидируется за счёт средств Федеральной программы США Essential Air Service (EAS) по обеспечению воздушного сообщения между небольшими населёнными пунктами страны.

## Операционная деятельность
Аэропорт Густавус занимает площадь в 737 гектар, расположен на высоте 11 метров над уровнем моря и эксплуатирует две взлётно-посадочные полосы:
- 11/29 размерами 2049 x 46 метров с асфальтовым покрытием;
- 2/20 размерами 959 x 18 метров с асфальтовым покрытием.

В период с 1 января 2006 по 1 января 2007 года Аэропорт Густавус обработал 5750 операций по взлётам и посадкам самолётов (в среднем 15 операций в день), из них 57 % пришлось на аэротакси, 38 % — на авиацию общего назначения, 3 % составили рейсы регулярной коммерческой авиации и 1 % — военная авиация. В данный период в аэропорту базировалось 30 самолётов, из них 97 % составили однодвигательные и 3 % — вертолёты.